# Піта сулайська
Піта сулайська (Erythropitta dohertyi) — вид горобцеподібних птахів родини пітових (Pittidae). Раніше вважався підвидом піти червоночеревої (Erythropitta erythrogaster).

## Назва
Вид названо на честь американського дослідника Вільяма Догерті, який зібрав типові зразки птаха.

## Поширення
Ендемік Індонезії. Поширений на островах Сула і Банггай біля східного узбережжя Сулавесі. Природним середовищем існування є субтропічні або тропічні вологі низинні ліси.

## Опис
Дрібний птах, завдовжки до 15 см. Тіло масивне. Крила та хвіст короткі. Голова округла. Дзьоб довгий та міцний. Лоб і верхівка голови темно-червоні, а решта голови, шия, горло і верхня частина грудей чорні, з помітною синьою горизонтальною смужкою між горлом і грудьми, яка йде від плеча до плеча. Крила синьо-зелені з чорнуватими первинними криючими та білою поперечною смугою. Хвіст і круп сині. Нижня частина грудей, живіт і підхвістя червоні. Самиця має тьмяніше забарвлення, ніж самець. В обох статей дзьоб чорнуватий, ноги тілесного кольору, а очі карі.

## Спосіб життя
Трапляється поодинці. Активний вдень. Птах проводить більшу частину дня, рухаючись у гущі підліску в пошуках поживи. Живиться дощовими хробаками та равликами, рідше комахами та іншими дрібними безхребетними. Розмноження цих птахів досі не було описано в природі, але вважається, що воно не суттєво відрізняється від інших видів піт.